# Juste (vêtement)
Pour les articles homonymes, voir Juste.
 (septembre 2022).
Si vous disposez d'ouvrages ou d'articles de référence ou si vous connaissez des sites web de qualité traitant du thème abordé ici, merci de compléter l'article en donnant les références utiles à sa vérifiabilité et en les liant à la section « Notes et références ».

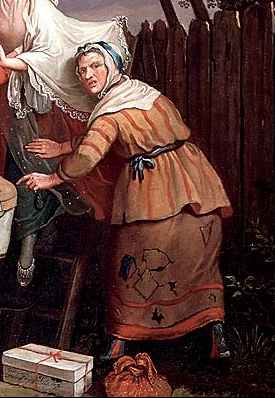
Juste pièce de vêtements.

Le juste était une pièce du vêtement du XVIIIe siècle. C'est une veste qui était uniquement portée par les paysans et paysannes. Extrêmement simple, le juste était taillé d'une seule pièce et seulement cousu sur les côtés. Ces coutures s'arrêtaient à la taille, laissant le bas du juste ouvert pour former des basques, et faciliter l'aisance et le mouvement pour le travail manuel.
C'est un vêtement qui s'est beaucoup exporté au Canada et aux États-Unis. Très usitées et généralement transformées plusieurs fois en divers vêtements pour une question d'économie, très peu de ces vestes ont été conservées. Les rares exemplaires existants sont américains : il s'agit en général de justes (ou de mantelets, selon l'appellation canadienne) quakers, appelés short gowns.